# Висоцький чин
Висоцький чин — уславлена пам'ятка середньовічного мистецтва роботи візантійських іконописців кінця 14 ст.

## Висоцький монастир

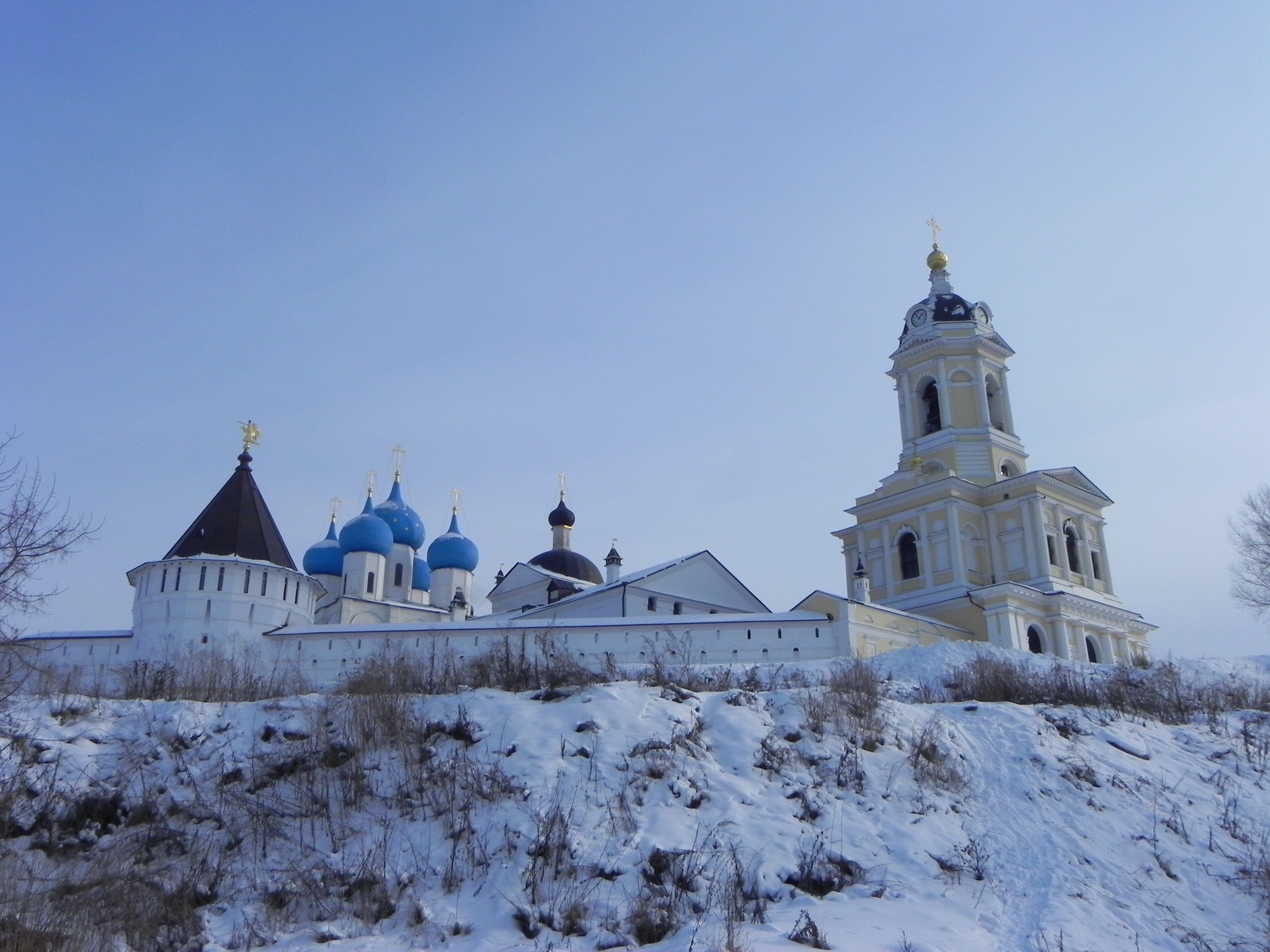
Висоцький монастир взимку, фото 2012 року

Висоцький монастир — чоловічий монастир у місті Серпухов, один з найстаріших у Підмосков'ї. Монастир був заснований 1374 року з ініціативи князя Володимира Андрійовича Хороброго (1353-1410). Князь був управителем містечка Радонеж, звідки родом був ігумен Сергій Радонезький, тому церква пов'язала князя із Сергієм Радонезьким, котрий нібито був причетний до заснування Висоцького монастиря.

## Опис Висоцького деісуса

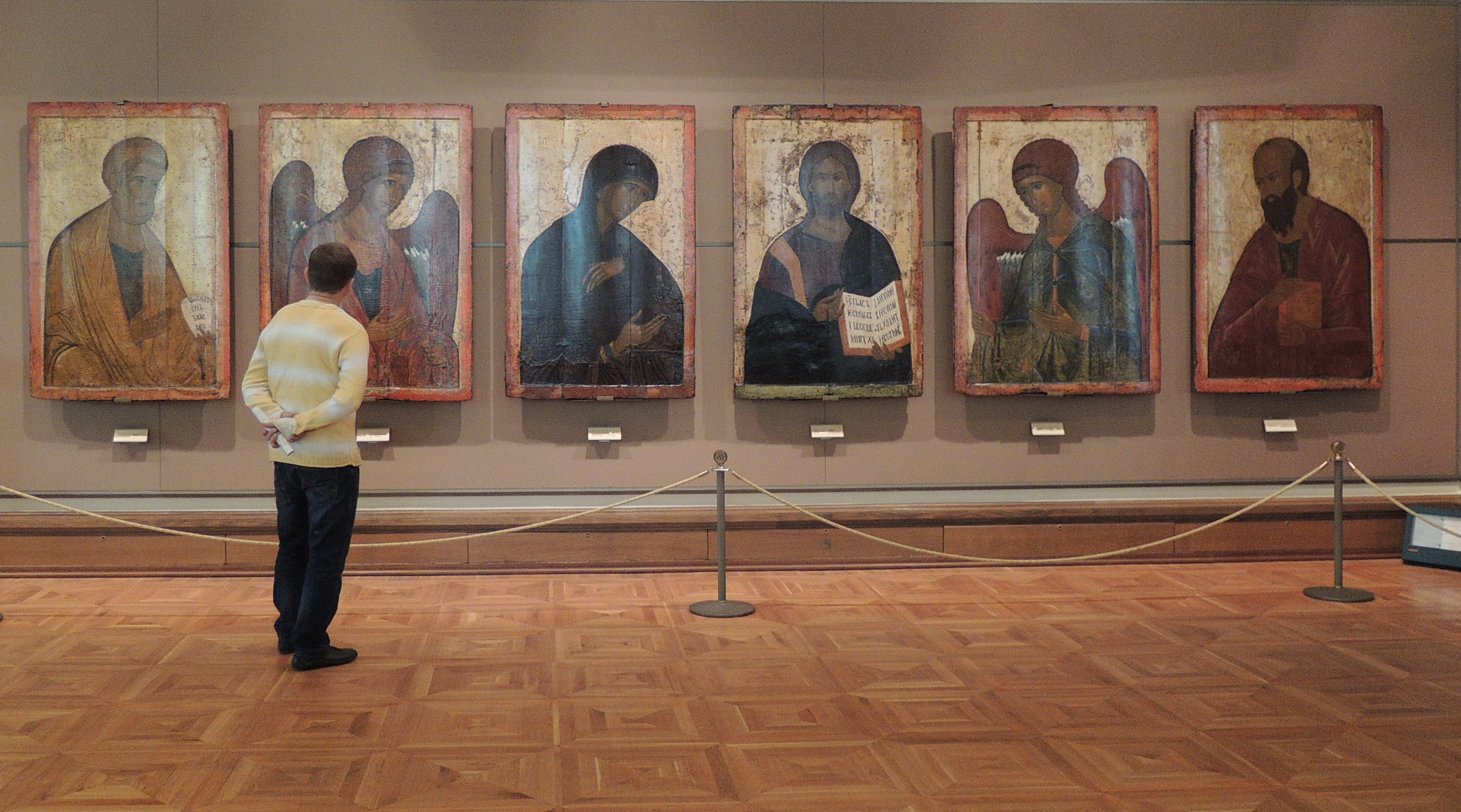
Експонування Висоцького чина у Третьяковській галереї, зала № 58

До складу Висоцького чина входило сім ікон. Біблійні персонажі подані у поясному форматі. Але завеликі розміри ікон подають персонажів у монументальному розмірі, що дорівнював розміру дорослої невеликої людини у повний зріст. Всі ікони майже одного розміру. Кожна ікона створена із трьох дощок. Деісус у сім ікон відносять до «тижневого» типу (сім ікон, сім днів тижня). Це не завадило пізніше у російському монастирі додати до нього ще дві ікони — « Івана Богослова » та « Андрія Першозваного». У 1920-і рр. проведене розкриття і реставрація всього деісуса. Ікони  « Івана Богослова » та « Андрія Першозваного» як пізні відокремили і передали до музейних колекцій Третьяковської галереї. Ікона «Іван Хреститель» була передана до збірок Російського музею.
Ікона «Христос Пантократор» на розкритому Євангелії має не грецький, а російський напис, створений на поновленій іконі у 16 ст.
Отриманню Висоцького деісуса візантійських майстрів посприяв ігумен Висоцького монастиря Афанасій старший. Відомо, що 1387 року ігумен супроводжував митрополита Кипріана у Константинополь. По прибуттю у сталицю Візантії, він оселився у Студійському монастирі. Він придбав деісус у Константинополі і відправив той до Серпухова у свій монастир.
Десь із 12 століття форми і шляхи архітектури католицьких країн Західної Європи і країн візантійського впливу розійшлись. Жвавий розвиток готичної архітектури відтепер залишав усе менше місця для фресок, роль котрих перебрали на себе вітражі і килими з релігійними сюжетами. Винятком серед цих країн залишились дрібні італійські князівства, де готична архітектура французького зразка не отримала поширення, а місцева готика була врівноваженою і залишала вдосталь місця на стінах і склепіннях, гідних для фресок. Тому більшість італійських художників століттями залишались перш за все фрескістами.
Фреска як дешевий засіб декорування храму закріпився і у мистецтві країн візантійського політичного впливу і культурного простору. Але витоками цього були консерватизм, канонічне наслідування традиції старовини і орієнтація на минуле як таке, канонічна візантійська архітектура з певними місцями для фресок. Тому фресковий живопис в цих країнах можна було зустріти навіть у сільських і дальніх провінційних храмах. Якщо храм із якихось причин не мав фрескового живопису, його роль виконували великі за розмірами ікони вівтаря і ікони у приділах, а не вітражі і не килими з релігійними сюжетами.

## Богородиця з Висоцького деісуса
Ікони Висоцького чина втратили поверхневий авторський шар живопису, що уточнював деталі і приховував невдалі місця. Їх поверхня збрякла і втратила свіжість. Про якравість первісних фарб зараз свідчать лише окремі частини одягу архангелів. Про увагу до деталей свідчать також живопис рук Богородиці, бо ікона була обережно розкрита до авторських правок, а на її нижній частині залишені рештки одягу пізних оновлень. Обличчя Богородиці невиразне і створене малообдарованим  іконописцем.

## Ікони Висоцького деісуса

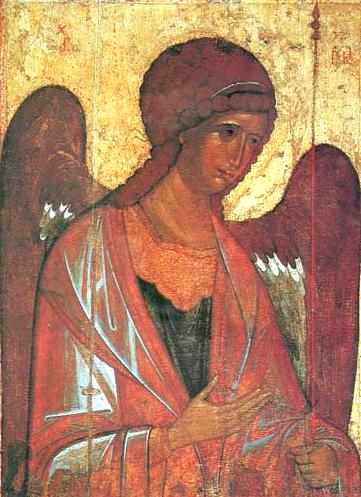
Ікона Висоцького чина. «Архангел Михаїл»
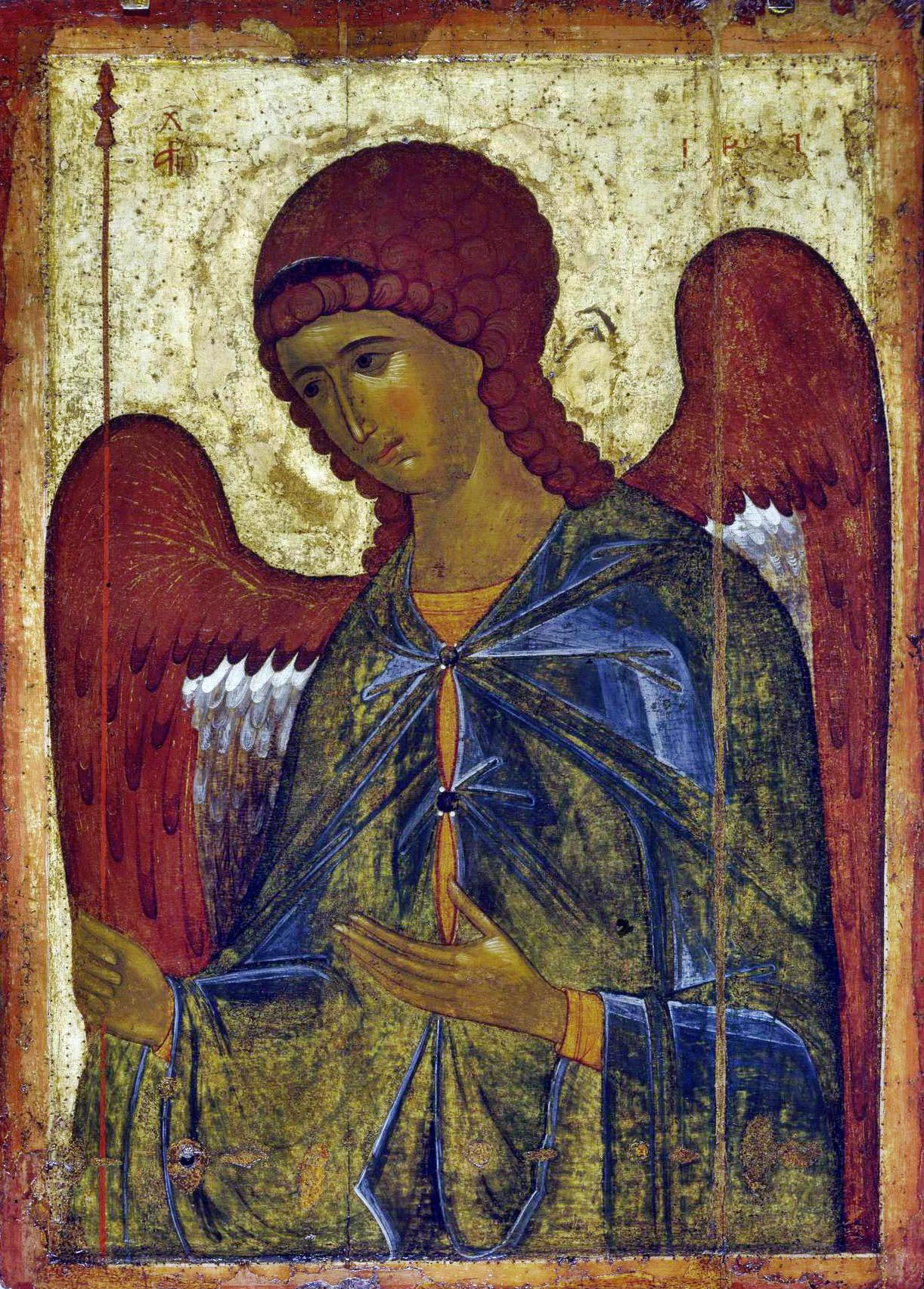
Ікона Висоцького чина. «Архангел Гавриїл».

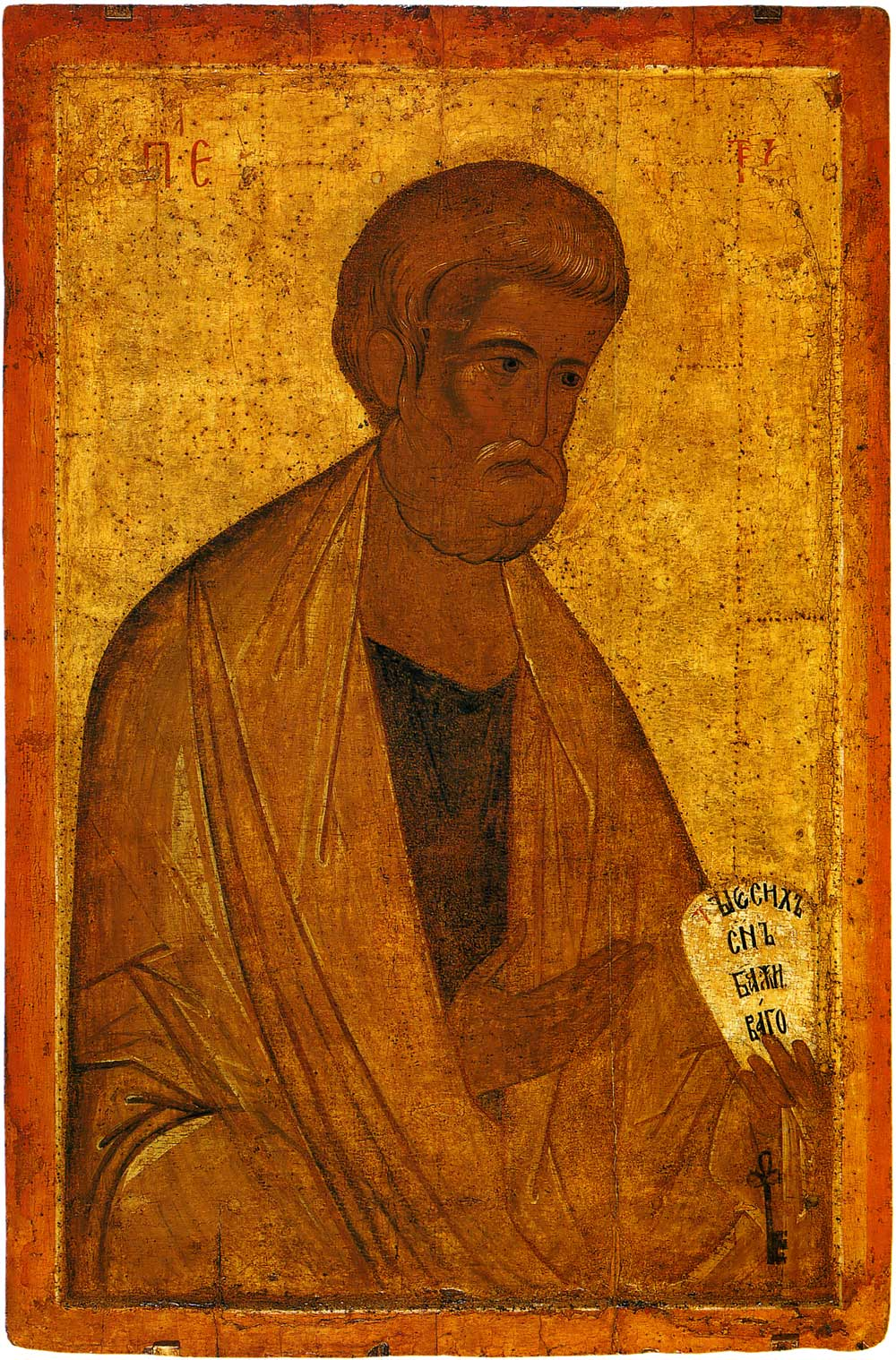
Ікона Висоцького чина. «Апостол Петро», Третьяковська галерея
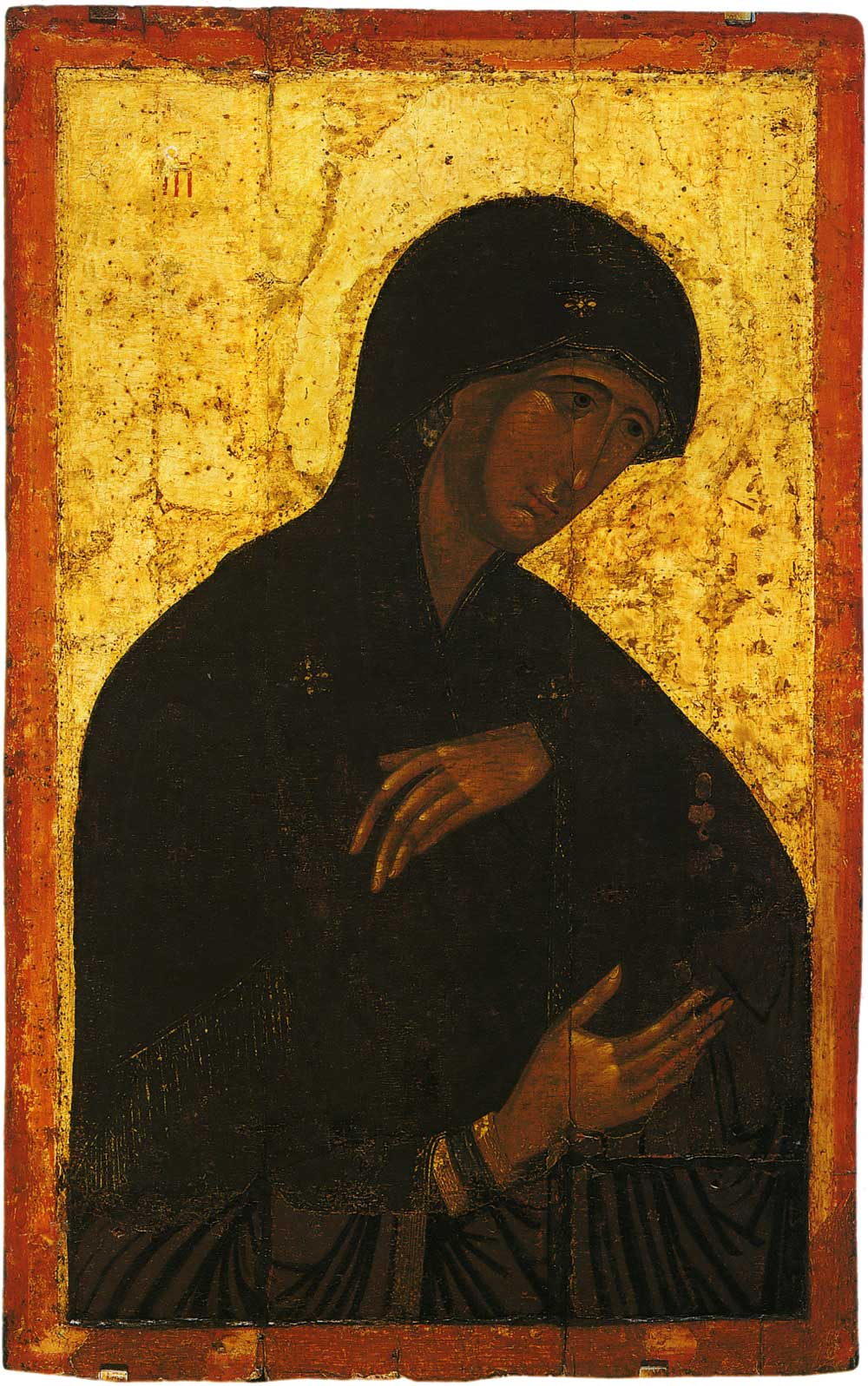
Ікона Висоцького чина. «Діва Марія», Третьяковська галерея
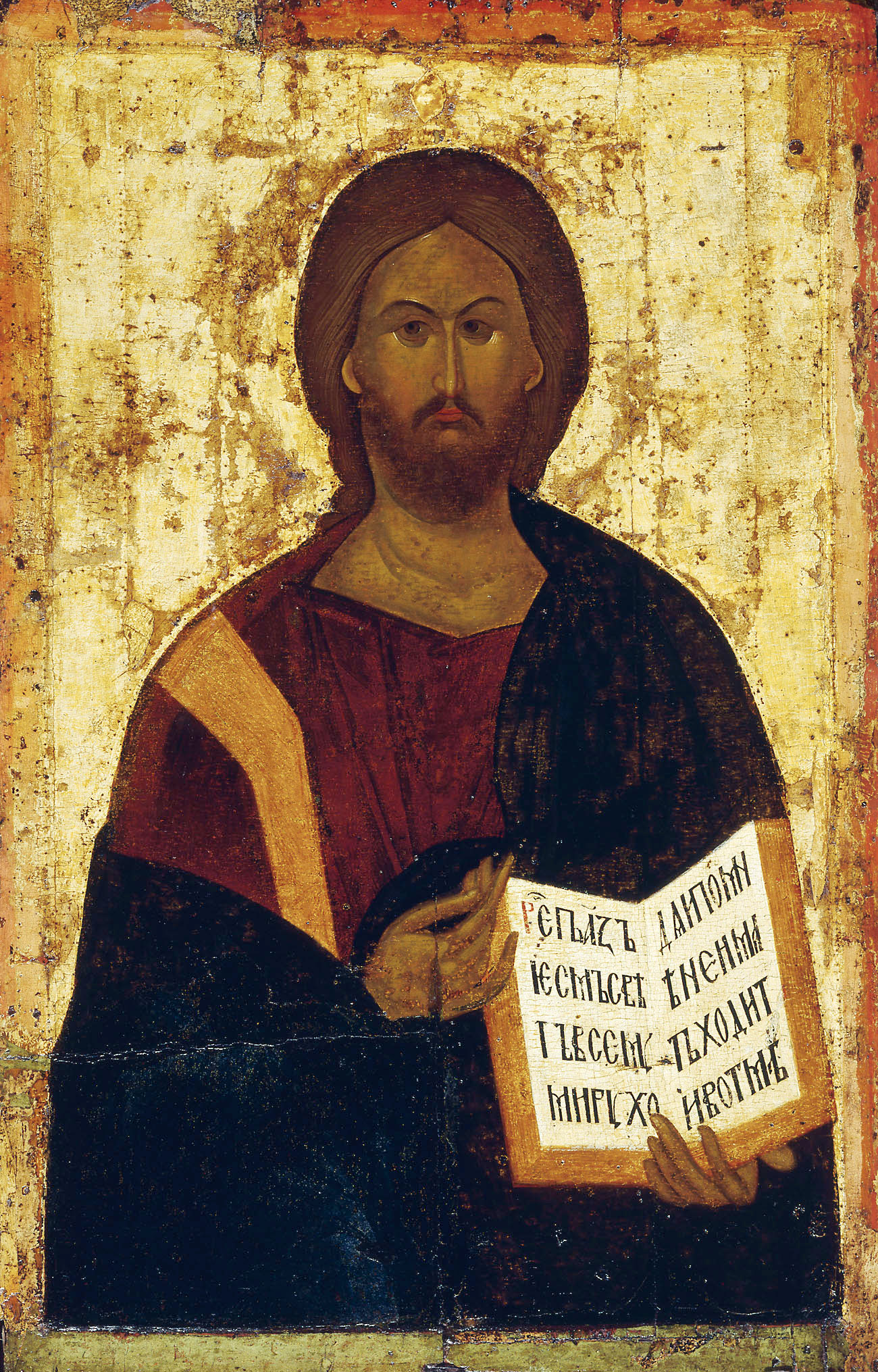
Ікона Висоцького чина. «Христос Пантократор», Третьяковська галерея.
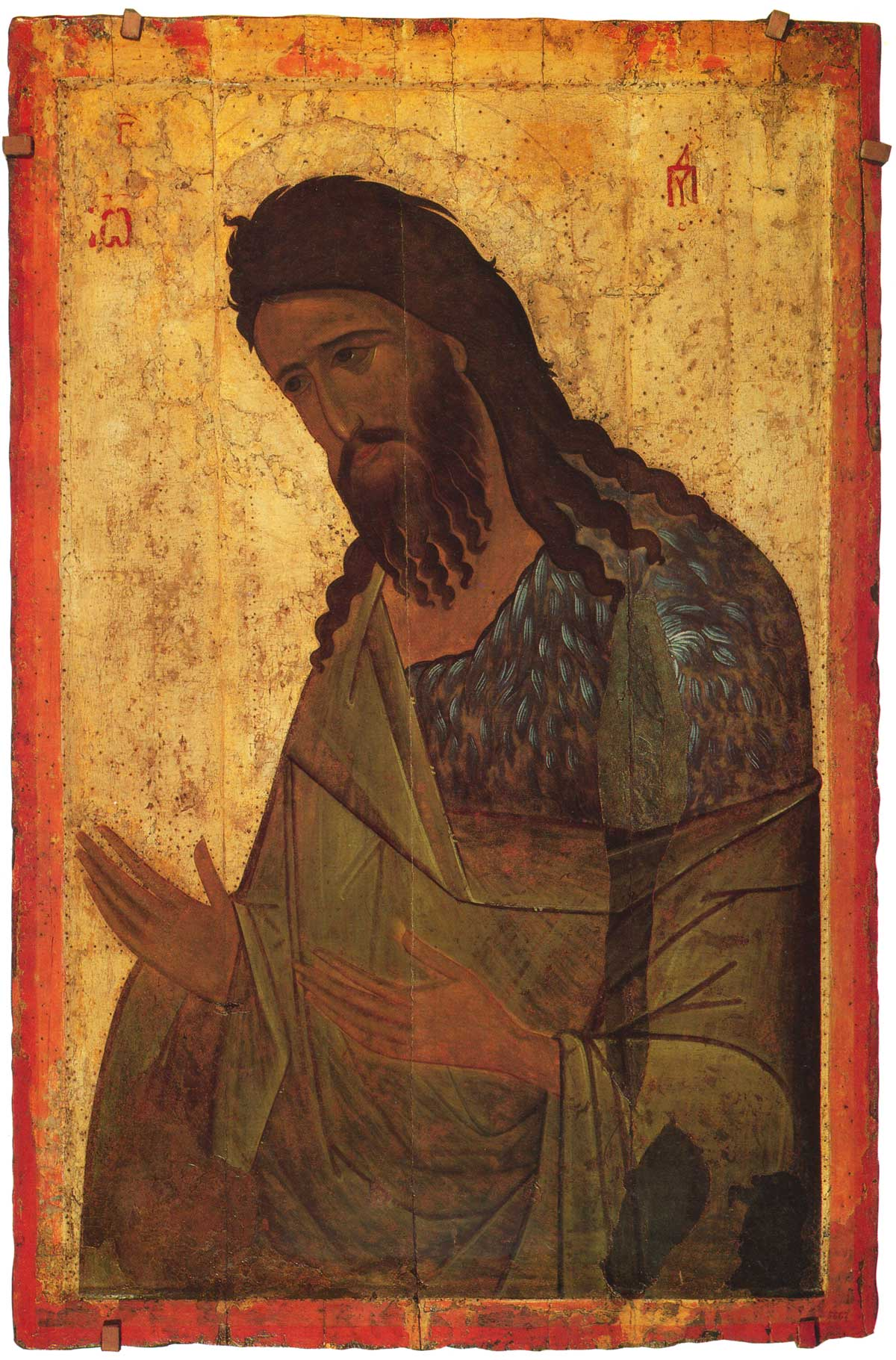
Ікона Висоцького чина. Державний Російський музей, Санкт-Петербург.
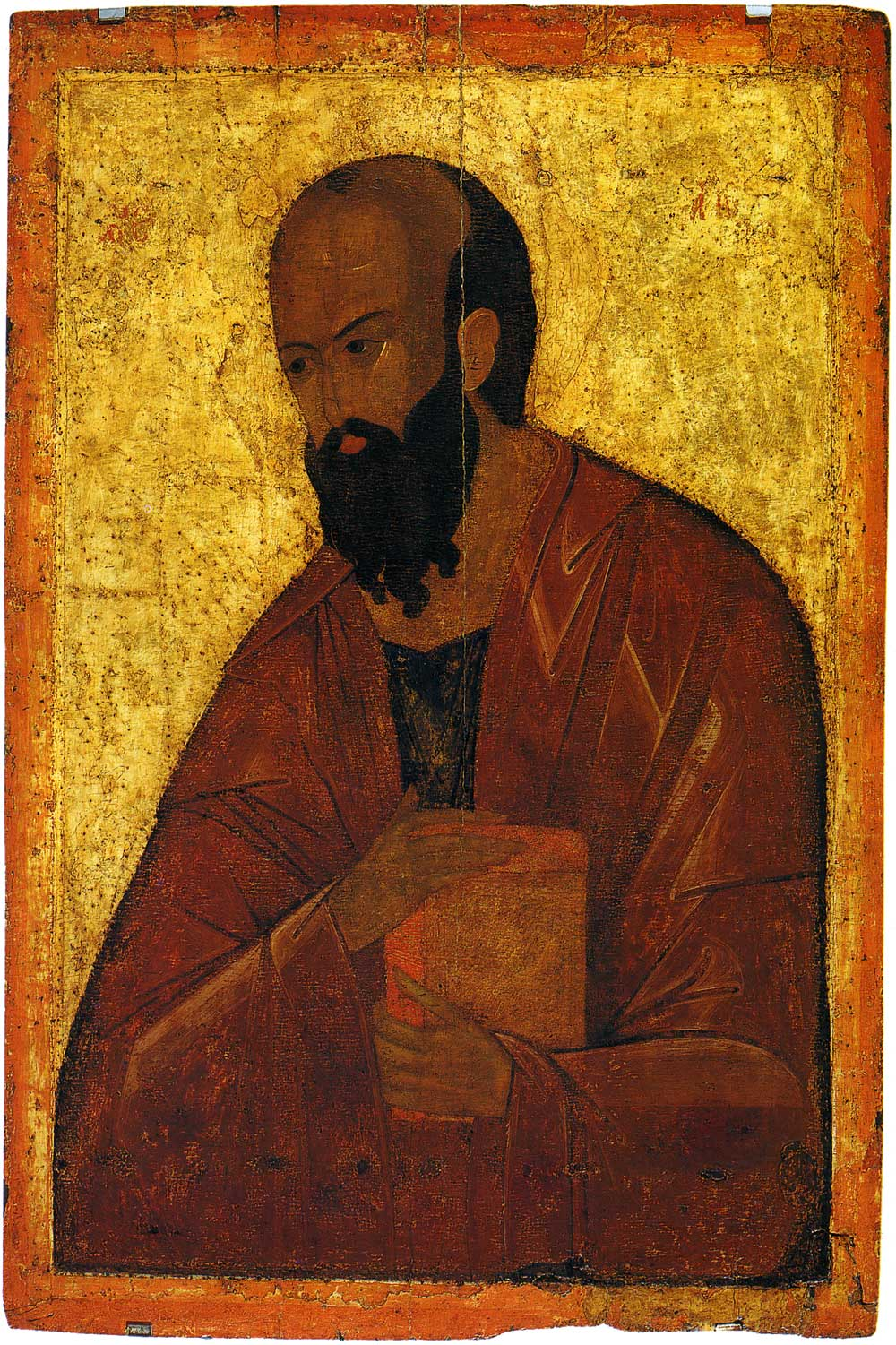
Ікона Висоцького чина.  «Апостол Павло», Третьяковська галерея